# 泉晶子
泉 晶子（いずみ あきこ、1947年〈昭和22年〉2月6日 - ）は、日本の女優、声優。劇団青年座所属。山口県山口市出身。親戚に声優の永井一郎がいる（いとこの間柄）。

## 来歴・人物
福岡女学院高等学校卒業、立教大学文学部中退、桐朋学園大学短期大学部芸術科演劇専攻卒業。
立教大学生により構成される劇団テアトルジュンヌ出身。

## 出演

### テレビドラマ

#### NHK
- 連続テレビ小説
  - 「虹」（1970年）
  - 「いちばん星」（1977年）
  - 「瞳」（2008年）  一本木節子 役
  - 「ちむどんどん」（2022年） - 嘉手刈ツル 役
- 赤ひげ（1973年） - もよ 役
- ふりむくな鶴吉 第9話「はぐれ凧」（1974年）
- 銀河テレビ小説
  - 黄色い涙（1974年） - 西垣かおる 役
  - ぼくの姉さん（1978年）
- NHK大河ドラマ
  - 「いのち」（1986年） - 久能 役
  - 「武蔵 MUSASHI」（2003年） - 雲光院 役
- 虹色定期便（1999年） - 小田切智恵子 役
- ゴーストフレンズ（2009年） - 神谷明日香の祖母 役
- チャンス（2010年） - 堀耀子 役
- さよなら、アルマ（2010年） - 江上栄子 役
- 下流の宴（2011年） - 北沢響子 役
- 蝶々さん（2011年） - 大林夫人 役
- 激流（2013年） - 鯖島美和子 役
- 神様のボート（2013年） - 沢木美沙の母 役
- 満天のゴール（2023年） - 上松文 役

#### 日本テレビ系
- おれは男だ!（1971年） - 瓜生慶子 役
- 子連れ狼（1973年） - おひで 役
- ゲンコツの海（1973年） - 白木和子 役
- 唖侍鬼一法眼 第4話「六道地獄橋」（1973年）
- おんな浮世絵 紅之介参る! 第2話「二人の紅之介」（1974年）
- ちんどんどん（1975年） - 森山のり子 役
- 長崎犯科帳（1975年） - お時 役
- 泣かせるあいつ 第13話（1976年）
- いろはの"い" 第18話「黒い集団」（1976年）
- 美しき罠（1976年）
- 新五捕物帳 第49話「葵頭巾参上」（1978年、NTV） - お冴 役
- 西遊記 第1シリーズ 第22話「快楽の館 悟浄白骨の恋」（1978年） - 美麗（広良の妹） 役
- ホームスイートホーム（1982年）
- 年末時代劇スペシャル「白虎隊」（1986年12月30日・12月31日） - 伊藤すみ 役
- 検事・若浦葉子 第5話「襲われた検事、体罰は教育か暴力か」（1991年）
- Mother（2010年）
- 偽装の夫婦（2015年） - 皆川恭子 役
- 火曜サスペンス劇場
  - 「浅見光彦ミステリー」（1987年 - 1990年） - 浅見和子 役
  - 「警部補 佃次郎」
    - 第1作（1996年） - 葉山道子 役
    - 第9作（1999年） - 辻本克子 役

#### TBS系
- 私は忘れたい（1972年）
- 原生花園 アンラコロの歌（1972年） - 秋子
- 東芝日曜劇場 第869回「でんでん太鼓 夏の巻」（1973年、8月5日、HBC）
- 隠密剣士（1973年） - こだま 役
- アイフル大作戦
  - 第28話「死刑実験、マンション空室あり!」（1973年）
  - 第43話「スリル満点!ガイ骨のスキー大会」（1974年）
- バーディー大作戦 第32話「メスがオスを殺す瞬間! 」（1974年）
- 幡随院長兵衛 第19話「怪談･鬼火ヶ淵」（1974年） - おしの 役
- Gメン'75 第38話「スチュアーデス殺人事件」（1976年） - 三枝美加 役
- 噂の女（1979年、CBC）
- おりん（1979年10月 - 1980年3月） - 松下ゆう 役
- 野々村病院物語II（1982年 - 1983年） - 畑中光子 役
- ザ・サスペンス 「ウェディングドレスの肖像」（1983年3月19日）
- 不倫の恋日記（1988年）
- 誘惑（1990年） - 田口保子 役
- 水戸黄門 第20部 第9話「黄門様の商ん人修行 -大坂-」（1991年1月7日） - おはま 役
- 月曜ドラマスペシャル 松本清張作家活動40周年記念「西郷札」（1991年4月8日）
- お見合いの達人（1994年） - 石川早苗 役
- 新春ドラマ特別企画「ボクの町医者修業　間違ってませんか？ あなたの医者選び・3代目ドクター奮闘記」（1995年1月6日）
- 南町奉行事件帖 怒れ!求馬（1997年） - りく 役
- 真夜中の雨（2002年） - 泉田佳代子 役
- 水神村伝説殺人事件（2002年） - 秋月貞子 役
- こちら本池上署（2004年） - 田中瞳 役
- 汚れた舌（2005年）
- 真珠郎（2005年） - 鵜藤美代子 役
- 特命!刑事どん亀（2006年） - 友田文子 役
- スイート10（2008年） - 増田治の母 役
- オルトロスの犬（2009年） - 柴田豊子 役
- 同窓生〜人は、三度、恋をする〜（2014年） - 桜井静子 役
- わたし、定時で帰ります。（2019年） - 三谷芳子 役[5]
- 死にたい夜にかぎって（2020年） - 浩史の祖母 役
- 王様に捧ぐ薬指（2023年） - 石井先生 役
- 月曜ミステリー劇場
  - 「十津川警部シリーズ33」（2004年） - 深町恵子 役
- 月曜ゴールデン
  - 「浅見光彦シリーズ24」（2007年） - 松本夫人 役

#### フジテレビ系
- 紀子・その愛（1976年）
- 刑事物語（1976年）
- コードナンバー108 7人のリブ 第1話（1976年）
- 銭形平次 第612話「娘十手が恋に泣く」（1978年） - お京 役
- スケバン刑事II 少女鉄仮面伝説（1985年 - 1986年） - 五代道子 役
- 藤子不二雄の夢カメラ（1988年）
- 教師びんびん物語 第6話「先生！愛してるゥ」（1988年）
- 教師びんびん物語II 第8話「勇気よ生徒を守れ」（1989年）
- あすなろ白書 第7話「君に逢えなくなるなんて…」（1993年）
- 君といた夏 第4話（1994年）
- 明日はだいじょうぶ （1996年）
- 白線流し 第8話・第9話・第11話（1996年）
- 僕が僕であるために（1997年）
- 眠れる森（1998年） - 康子先生 役
- 氷の世界（1999年） - 久松暎子 役
- やまとなでしこ（2000年） - 東十条華江 役
- 救命病棟24時 第2シリーズ 第11話（2001年） - 克己の母 役
- 空から降る一億の星（2002年） - 西原京子 役
- クニミツの政（2003年） - 市川晃子 役
- お義母さんといっしょ（2003年）
- 八つ墓村（2004年） - 田治見小梅 役
- あゝ離婚式（2004年）
- 硫黄島〜戦場の郵便配達〜（2006年）
- アテンションプリーズ（2006年） - 横山道子 役
- ガリレオ（2007年） - 藤川伸江 役
- 麗わしき鬼（2007年） - 葛城夫人 役
- ありふれた奇跡（2009年） - 榎本夫人 役
- Xmasの奇蹟（2009年） - 堤多恵 役
- 天使の代理人（2010年） - 川口房子 役
- チーム・バチスタSP2011〜さらばジェネラル!天才救命医は愛する人を救えるか〜（2011年） - 神宮寺政子 役
- ほっとけない魔女たち（2014年） - 村田里子 役
- 悪魔の弁護人・御子柴礼司 〜贖罪の奏鳴曲〜（2019年・2020年） - 小笠原栄 役
- 金曜エンタテイメント
  - 「おばさんデカ 桜乙女の事件帖4」（1996年） - 六条麗子 役
  - 「おもろい夫婦事件帖（第0作）」（1999年） - 三上靖枝 役

#### テレビ朝日系
- おしどり右京捕物車（1974年） - 沢井とく 役
- 必殺必中仕事屋稼業 第12話「いろはで勝負」（1975年、ABC / 松竹）
- マチャアキの森の石松 第5話（1975年）
- 特捜最前線
- 第14話「過去を撃つ女」（1977年）
- 第25話「北陸路7年後の女」（1977年）
- 判決 第2シリーズ 第25話（1978年）
- 翔べ! 必殺うらごろし 第14話「額の傷が見た! 恐怖のあしたを」（1979年） - お咲 役
- 土曜ワイド劇場
  - 「愛人バンク殺人事件 夢を売る女たち「月4回、20万円…」」（1984年2月11日）
  - 「牟田刑事官事件ファイル15神戸－横浜、港町連続殺人」（1991年9月28日）
  - 「市毛良枝の美女探偵シリーズ6」（1991年） - 石田容子 役
  - 「セールスレディ連続殺人事件」（1991年12月21日）
  - 「雨の中の殺人者」（1992年5月2日） - 亀田直子 役
  - 「二度狙われる女」（1993年7月3日） - 前沢美保 役
  - 「人恋橋・幽霊殺し」（1994年4月30日）
  - 「クリスマススペシャル 聖夜の逃亡者」（1994年12月24日）
  - 「下町女占い師 清香姐さんの人情事件簿」（1995年5月20日）
  - 「牟田刑事官事件ファイル22」（1996年）
  - 「終着駅の牛尾刑事vs事件記者冴子11」（2012年2月25日） - 女将
- 宇宙刑事シャイダー（1984年） - キャサリン（アニーの母） 役
- だまされたって、愛されたい （1989年）
- さすらい刑事旅情編III 第20話「幻の汽笛!誘拐された大臣の娘」（1990年）
- 火曜ミステリー劇場「(秘)芸能界連続殺人」（1990年12月18日）
- 大空港'92（1992年） - 秋山のぶ子 役
- はぐれ刑事純情派
  - （1993年） - 沼田典子 役
  - 第9シリーズ 第10話「オヤジ狩り!?使い捨てカメラの女」（1996年）
  - 第10シリーズ 第25話「口が災い…未練の女」（1997年）
- 特命係長 只野仁（2007年） - 島崎弘美 役
- Answer〜警視庁検証捜査官（2012年） - 高樹治子 役
- 相棒
  - season11 第6話 ｢交番巡査・甲斐享｣（2012年） - 奥山久美子 役
  - season13 第10話 ｢ストレイシープ｣（2015年） - 伊藤博美 役
  - season22 第10話 ｢サイレント・タトゥ｣（2024年） - 栗原（志津子の母） 役
- 特捜9 season6 第2話（2023年） - 浦井佳那子 役

#### テレビ東京系
- 旅人異三郎（1973年） - お光 役
- 新木枯し紋次郎 第22話「鬼が一匹関わった」（1978年） - お照 役
- 大江戸捜査網（1983年） - しの 役
- Xenos（2007年）
- 女と愛とミステリー
  - 「四つの終止符」（2001年） - 松浦時枝の母 役
  - 「高木検事室の事件簿 紫陽花は死の香り」（2001年）
- 水曜シアター9
  - 「芸者小春姐さん奮闘記6」（2009年） - 五十鈴 役
- IS（アイエス）〜男でも女でもない性〜（2011年） - 星野節子 役

#### WOWOW
- ミラー・ツインズ Season2（2019年） - 小早川勝代 役

### 映画
- 青春の蹉跌（1974年） - 小野孝子
- 乱歩の幻影（2024年） - 現在の芙蓉[6][7]

### ウェブドラマ
- 仮面ライダーアマゾンズ（2016年4月 - 、Amazonプライム・ビデオ） - 福田の母
- 仮面ライダーアマゾンズ シーズン2（2017年4月 - 、Amazonプライム・ビデオ） - 福田の母

### バラエティー番組
- クイズ面白ゼミナール（NHK総合）
- FNS番組対抗!なるほど!ザ・春秋の祭典スペシャル（フジテレビ、1986年3月31日） - スケバン刑事II 少女鉄仮面伝説チーム（南野陽子・相楽ハル子・長島ナオト・泉晶子）で出場

### テレビアニメ
- 機甲界ガリアン（1984年 - 1985年） - フェリア
- シティーハンター（1987年） - 和枝

### OVA
- 機甲界ガリアン 天空の章（1986年） - フェリア

### 吹き替え

#### 映画
- 悪魔のいけにえ（東京12ch版） - サリー・ハーデス〈マリリン・バーンズ〉
- 悪魔のいけにえ -レザーフェイス・リターンズ- - サリー・ハーデスティ〈オルウェン・フェレ〉
- エルム街の悪夢（フジテレビ版） - マージ・トンプソン〈ロニー・ブレイクリー〉
- サーカス天国（TBS版） - オリヴィア・プロバシュカ〈グレッチェン・ワイラー〉、シャープ夫人
- シルバー・ブリット/死霊の牙（テレビ朝日版） - ナン〈ロビン・グローヴズ〉
- スターフライト・ワン（テレビ版） - エリカ・ハンセン〈ローレン・ハットン〉
- 戦慄のストーカー/ある女子学生の場合 - マーサ・ノウルトン判事〈ジョアンナ・キャシディ〉
- 戦争プロフェッショナル - クレア〈イベット・ミメオ〉
- 大狂乱 - パティ・ワーナー〈アン＝マーグレット〉
- ハードジャッカー/標高10,000フィートの死闘! - アニー〈リサ・バンティング〉
- ビッグ（テレビ東京版） - ジョッシュの母〈マーセデス・ルール〉
- ベルボーイ狂騒曲/ベニスで死にそ〜 - ローズマリー・ホートン〈アリソン・ステッドマン〉

#### ドラマ
- iCarly（2012年） - マルタ 役
- アリー my Love
- ER緊急救命室
- 名探偵ポワロ  カーテン ポワロ最後の事件 - エリザベス・コール〈ヘレン・バクセンデイル〉

### CM
- ダリヤ「ベネルック化粧品・聖なる女（ひと）」（1985年 - 1987年頃）※ 南野陽子と共演

### 朗読劇
- 父と暮らせば（2007年 - ）
東京 吉祥寺、富山県 射水市・魚津市、埼玉県 東久留米市など、2008年5月までに13回の公演が行われている。

### 舞台
- 無法松の一生（1998年 - 2001年、サンシャイン劇場 / 地方公演） - 良子
- カゾクカレンダー（2003年、本多劇場） - 船越千寿子
- 殺陣師段平（2004年 - 2006年、紀伊國屋サザンシアター・シアター1010） - 葉山あけみ